# Sojka obecná
Sojka obecná (Garrulus glandarius) je pták velikosti holuba z čeledi krkavcovití. Vyskytuje se v různých regionálních poddruzích, sameček a samička se od sebe příliš neliší.

## Taxonomie

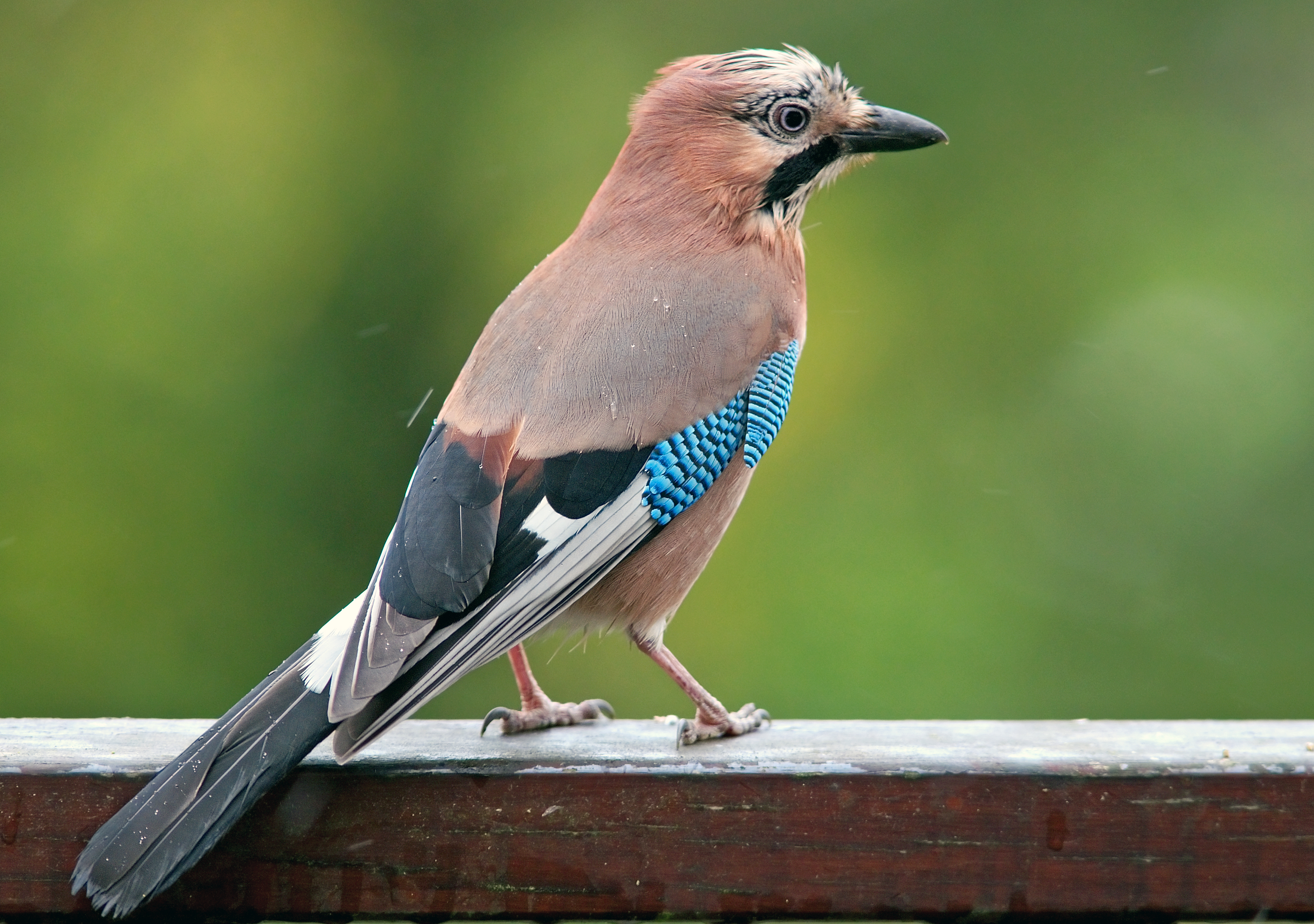
Sojka obecná středoevropská

Rozeznává se přibližně 42 poddruhů sojky obecné (kompletní přehled na Biolibu), ve střední Evropě žije poddruh sojka obecná středoevropská (G. g. glandarius). Poddruhy se od sebe mírně liší zbarvením a někdy i velikostí. Např. sojky ze Sibiře (G. g. brandti) jsou velké a nápadně světlé, poddruh z Japonska má tmavé zbarvení, severoafrické sojky (G. g. cervicalis) jsou rezavé s černou čepičkou na hlavě a sojky z Kavkazu, Turecka a Íránu mají světlé zbarvení s černou čepičkou ostře kontrastující s bílými lícemi.

## Popis
- Délka těla: 32–35 cm
- Rozpětí křídel: 52–58 cm
- Hmotnost: 150–180 g

Jedná se o středně velkého ptáka a je to nejpestřejší evropský zástupce čeledi krkavcovitých. Je celkově oranžovohnědá s černým ocasem a zobákem, růžovooranžovými končetinami, hnědýma očima a bílým kostřecem, který je zvlášť nápadný při letu. Na černobílých křídlech má sojka známá modrá pírka s černými příčnými proužky, která sloužila jako častá ozdoba mysliveckých klobouků. Na hlavě má malou chocholku, jejíž pera zpravidla mají černé špičky. Vztyčuje ji při rozčílení. Pod okem směrem k zobáku má černou oválnou skvrnu, připomínající vous. Zbarvení je proměnlivé na základě poddruhů.
Sojka létá těžce, vlnovitě a třepotavě, na zemi poskakuje. Pohlaví se od sebe zbarvením neliší, mladí ptáci jsou tmavší a mají méně výrazná modrá pírka na křídlech.

## Hlas
Jako varování užívá chraptivý pokřik „kšréé“, dále se ozývá mňoukavým „pijé“, které je pro laika k nerozeznání od volání káně lesní nebo svižným „kuit“, podobným hlasu puštíka obecného. Zpěv je tišší, často nečekané zvuky, vrzání, praskání, mečení. Zjara v hejnech zpívají současně.

## Rozšíření

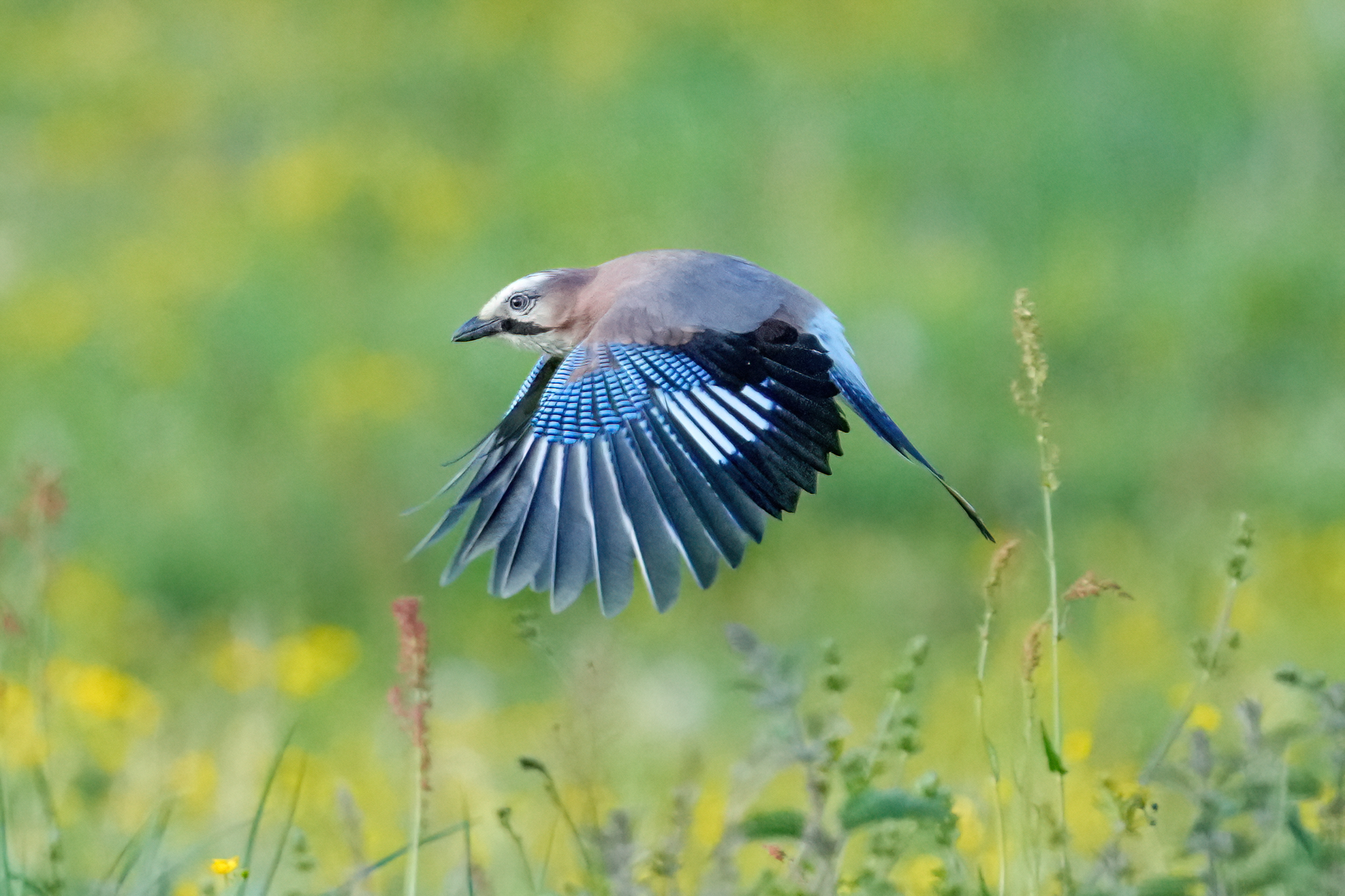
Sojka obecná v letu

Je to pták rozšířený v celé Evropě, Asii a v severozápadní Africe. Vyskytuje se celoročně ve smíšených, listnatých i jehličnatých lesích, parcích, zahradách, sadech a v poslední době řidčeji i ve městech. Ztrácí svou přirozenou plachost a navštěvuje městské parky a zahrady. Hnízdí do 1400 m n. m., obvykle v korunách stromu.

## Výskyt v Česku
V České republice se sojka obecná vyskytuje v poměrně hojném počtu. V posledních desetiletích se počet volně žijících jedinců mírně zvýšil. V letech 2001–2003 v Česku hnízdilo 170–340 tisíc párů.

## Hnízdění

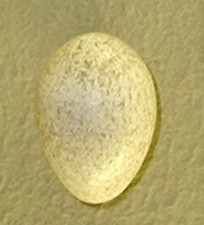
Vejce sojky obecné

Hnízdí od konce května do počátku června. V případě ztráty první snůšky hnízdí obvykle během června ještě jednou. Hnízdo z větviček a vystlané mechem nebo trávou si staví na větvích stromů nebo vysokých keřích poměrně nízko nad zemí. V jednodenních intervalech klade samice 5–7 žlutošedých 34×24 mm velkých vajec; druhá snůška párů, které přišly o první, čítá obvykle 3–4 vejce. Inkubační doba trvá zhruba 16–17 dní.
Krmení mláďat se zúčastňují oba rodiče. Mláďata opouštějí hnízdo zhruba ve 21–22 dnech života, ale ještě po dobu 3 týdnů jsou svými rodiči přikrmována. V přírodě se může sojka obecná dožít i více než 15 let.

## Potrava
Potravu si vyhledává jak na stromech, tak na zemi. Živí se především rostlinnou stravou, zvláště pak žaludy a bukvicemi, které si uschovává do svých skrýší na zimní období, ale též lískovými ořechy, obilím, různými bobulemi a semeny, ostružinami, jeřabinami aj. Živočišnou stravu tvoří především větší bezobratlí (hmyz, jeho larvy, červi, plži, slimáci), částečně i malí obratlovci jako ptačí mláďata a vejce, myši, různí plazi, např. ještěrky nebo malí nejedovatí hadi a také mršiny. Role sojky při plenění hnízd jiných ptáků bývá většinou zveličována. Nevyhledává je instinktivně.

## Predátoři
Stává se častou kořistí větších dravých ptáků např. jestřábů lesních, sokolů stěhovavých a puštíků obecných. Její hnízdo mohou vyloupit například kuny a kočky..

## Lov sojek jako škodné

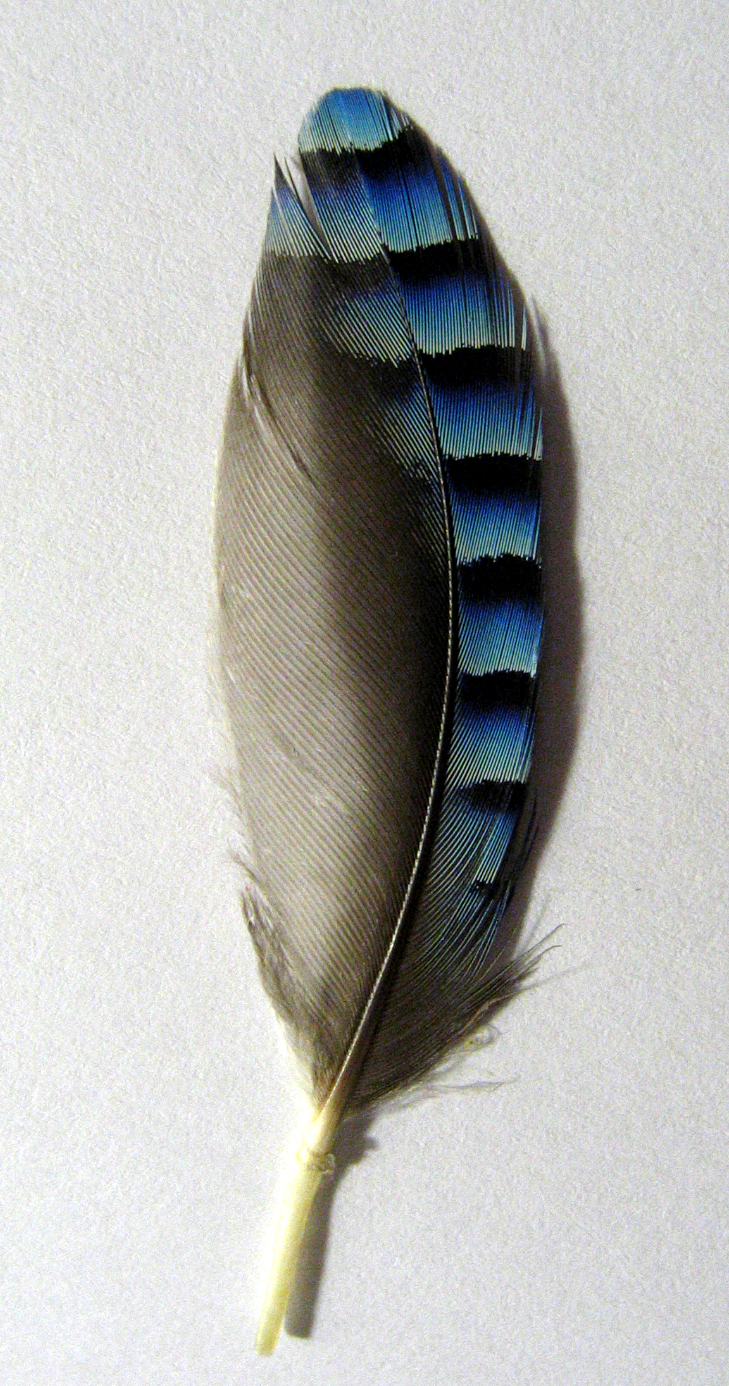
Sojčí pírko

V minulosti byla na českém území běžně lovena jako údajný škůdce drobného ptactva a někdy i pojídána, jak o tom svědčí i lidová písnička Chytil táta sojku. Z této doby pochází i zvyk zdobení mysliveckých klobouků sojčím pírkem. Nyní je celoročně hájená.